# Sé Nova
Sé Nova ist eine ehemalige Gemeinde in Portugal. Sie ist ein Ortsteil der Stadt Coimbra.

## Verwaltung
Die ehemalige Gemeinde (Freguesia) gehört zum Kreis (Concelho) von Coimbra. Sie hatte eine Gesamtfläche von 1,6 km² und 6722 Einwohner (Stand 30. Juni 2011).
Im Zuge der administrativen Neuordnung in Portugal zum 29. September 2013 wurde Sé Nova mit den Gemeinden Santa Cruz, Almedina und São Bartolomeu zur neuen Gemeinde União das Freguesias de Coimbra (Sé Nova, Santa Cruz, Almedina e São Bartolomeu) zusammengeschlossen. Hauptsitz der neuen Gemeinde wurde Sé Nova. Die neue Gemeinde umfasst im Wesentlichen den historischen Ortskern Coimbras.